# Mas d'en Caramany
El Mas d'en Caramany és una masia de Sant Pere Pescador (Alt Empordà) inclosa a l'Inventari del Patrimoni Arquitectònic de Catalunya.

## Descripció
Situat al sud-est del nucli urbà de la població de Sant Pere Pescador, a tocar la carretera de Sant Pere al Riuet, i molt proper al nucli de Sant Martí d'Empúries.
Conjunt d'edificis aïllats, delimitats per una tanca. L'edifici original és de planta rectangular, amb la coberta plana utilitzada com a terrat i distribuït en planta baixa i pis. Presenta un porxo d'obertures rectangulars a la planta baixa i una terrassa delimitada amb balustrada al pis. Tots dos elements envolten el perímetre de l'edifici. Les obertures presents a la construcció són majoritàriament rectangulars, amb els emmarcaments d'obra arrebossats. Destaquen dos grans finestrals d'arc de mig punt adovellats, situats a la primera planta, a la que s'accedeix a través d'unes escales exteriors. El coronament de l'edifici presenta una gran cornisa motllurada, damunt la que s'assenta la barana del terrat, decorada. La construcció està arrebossada i pintada de color rosat.

## Història
L'edifici es pot datar entre els anys 1915-1916. El 1946 era propietat de Cecili Granada, últim hereu dels Caramany. Aquest edifici va ser construït específicament per les trobades entre amics per a anar a caçar.